# 山田昭次
山田 昭次（やまだ しょうじ、1930年〈昭和5年〉 - 2025年〈令和7年〉3月15日）は、日本の日本史学者、立教大学名誉教授。
1930年、埼玉県に生まれる。1953年、立教大学文学部史学科卒業。1962年、立教大学一般教育部講師。後に助教授、教授。1995年、同大学を定年退職、名誉教授。
2025年3月15日、誤嚥性肺炎で死去。95歳没。

## 著書
- 『関東大震災期朝鮮人暴動流言をめぐる地方新聞と民衆』「朝鮮問題」懇話会、1982 「朝鮮問題」学習・研究シリーズ
- 『日韓条約の成立と植民地支配の責任 請求権の解釈と日本の植民地支配の認定をめぐる問題を中心に』「朝鮮問題」懇話会、1990 「朝鮮問題」学習・研究シリーズ
- 『金子文子 自己・天皇制国家・朝鮮人』影書房、1996
- 『関東大震災時の朝鮮人虐殺 その国家責任と民衆責任』創史社、2003
- 『植民地支配・戦争・戦後の責任 朝鮮・中国への視点の模索』創史社、2005
- 『関東大震災時の朝鮮人虐殺とその後 虐殺の国家責任と民衆責任』創史社、2011
- 『全国戦没者追悼式批判　軍事大国化への布石と遺族の苦悩』影書房、2014

### 共編著
- 『近代民衆の記録 6 満州移民』編 新人物往来社、1978
- 『幕藩制から近代へ』林英夫共編 柏書房、1979
- 『近現代史のなかの日本と朝鮮』鄭章淵、高崎宗司、趙景達共著 東京書籍、1991
- 『強制連行の企業責任 2 隣国からの告発』田中宏共編著 創史社、1996
- 『朝鮮人虐殺関連新聞報道史料』1‐5 編 緑蔭書房、2004 関東大震災朝鮮人虐殺問題関係史料
- 『朝鮮人戦時労働動員』古庄正,樋口雄一共著 岩波書店、2005
- 『朝鮮人強制動員関係資料』1‐2 編纂 緑蔭書房、2012 在日朝鮮人資料叢書
- 『遠山郁三日誌1940-1943年 戦時下ミッションスクールの肖像』奈須恵子、永井均、豊田雅幸、茶谷誠一共編 山川出版社、2013